# Andorre aux Jeux olympiques d'hiver de 1980
La principauté d'Andorre participe à ses deuxièmes Jeux olympiques d'hiver depuis sa première apparition dans la compétition en 1976 à Innsbruck, en Autriche. Andorre est représentée par trois athlètes aux Jeux olympiques d'hiver de 1980 à Lake Placid aux États-Unis, tous participent aux compétitions de ski alpin.

## Ski alpin
Homme
| Athlète           | Épreuve      | Manche 1 | Manche 1 | Manche 2 | Manche 2 | Total   | Total |
| Athlète           | Épreuve      | Temps    | Rang     | Temps    | Rang     | Temps   | Rang  |
| ----------------- | ------------ | -------- | -------- | -------- | -------- | ------- | ----- |
| Patrick Toussaint | Descente     |          |          |          |          | DNF     | –     |
| Miguel Font       | Descente     |          |          |          |          | 2:02.01 | 39    |
| Carlos Font       | Descente     |          |          |          |          | 1:57.81 | 35    |
| Patrick Toussaint | Slalom géant | 1:31.23  | 52       | 1:33.15  | 46       | 3:04.38 | 45    |
| Miguel Font       | Slalom géant | 1:30.93  | 50       | DNF      | –        | DNF     | –     |
| Carlos Font       | Slalom géant | 1:29.47  | 48       | 1:29.79  | 40       | 2:59.26 | 42    |
| Miguel Font       | Slalom       | DNF      | –        | –        | –        | DNF     | –     |
| Patrick Toussaint | Slalom       | DNF      | –        | –        | –        | DNF     | –     |
| Carlos Font       | Slalom       | 1:02.40  | 32       | 1:01.30  | 32       | 2:03.70 | 30    |